# NGC 7247
NGC 7247 (другие обозначения — PGC 68511, ESO 533-8, MCG -4-52-32, IRAS22149-2358) — спиральная галактика с перемычкой (SBb) в созвездии Водолей.
Этот объект входит в число перечисленных в оригинальной редакции «Нового общего каталога».